# Tour de France 1979
66. Tour de France rozpoczął się 27 czerwca we Fleurance, a zakończył się 22 lipca w Paryżu. Wyścig składał się z prologu i 24 etapów. Cała trasa liczyła 3765 km.
Klasyfikację generalną wygrał po raz drugi z rzędu Francuz Bernard Hinault, wyprzedzając Holendra Joopa Zoetemelka i Portugalczyka Joaquima Agostinho. Hinault był też najlepszy w klasyfikacji punktowej, klasyfikację górską wygrał Włoch Giovanni Battaglin, sprinterską Belg Willy Teirlinck, a młodzieżową Franzu Jean-René Bernaudeau. Najaktywniejszym kolarzem został Holender Hennie Kuiper. W obu klasyfikacjach drużynowych najlepsza była francuska ekipa Renault.

## Doping
Czterech kolarzy: Holender Joop Zoetemelk, Belg Frans Van Looy, Włoch Giovanni Battaglin i Francuz Gilbert Chaumaz zostali przyłapani na stosowaniu dopingu. Zoetemelk stosował nandrolon, a Battaglin efedrynę; obaj zostali ukarani dodaniem 10 minut do ostatecznego czasu. Mimo to Holender zachował drugie miejsce w klasyfikacji generalnej.

## Drużyny
W tej edycji TdF wzięło udział 15 drużyn:
- Renault-Gitane
- Miko-Mercier
- Flandria-Ca Va Seul
- Ti Raleigh
- KAS
- La Redoute-Motobecane
- Peugeot-Esso
- Teka
- Fiat-La France
- Ijsboerke-Warncke
- Splendor
- Bianchi-Faema
- Daf Trucks
- Inoxpran
- Magniflex-Famcucine

## Etapy
| P  | 27 czerwca | Fleurance                                     | ITT 5,0 km    | Gerrie Knetemann          | Gerrie Knetemann     |               |               |
| 1  | 28 czerwca | Fleurance – Luchon                            | 225,0 km      | René Bittinger            | Jean-René Bernaudeau |               |               |
| 2  | 29 czerwca | Luchon – Superbagnères                        | ITT 23,8 km   | Bernard Hinault           | Bernard Hinault      |               |               |
| 3  | 30 czerwca | Luchon - Pau                                  | 180,5 km      | Bernard Hinault           | Bernard Hinault      |               |               |
| 4  | 1 lipca    | Captieux – Bordeaux                           | TTT 87,5 km   | TI-Raleigh                | Bernard Hinault      |               |               |
| 5  | 2 lipca    | Neuville-de-Poitou – Angers                   | 145,5 km      | Jan Raas                  | Bernard Hinault      |               |               |
| 6  | 3 lipca    | Angers – Saint-Brieuc                         | 238,5 km      | Jos Jacobs                | Bernard Hinault      |               |               |
| 7  | 4 lipca    | Saint-Hilaire-du-Harcouët – Deauville         | 158,2 km      | Leo van Vliet             | Bernard Hinault      |               |               |
| 8  | 5 lipca    | Deauville – Hawr                              | TTT 90,2 km   | TI-Raleigh                | Bernard Hinault      |               |               |
| 9  | 6 lipca    | Amiens – Roubaix                              | 201,2 km      | Ludo Delcroix             | Joop Zoetemelk       |               |               |
| 10 | 7 lipca    | Roubaix – Bruksela                            | 124,0 km      | Jo Maas                   | Joop Zoetemelk       |               |               |
| 11 | 8 lipca    | Bruksela                                      | ITT 33,4 km   | Bernard Hinault           | Joop Zoetemelk       |               |               |
| 12 | 9 lipca    | Rochefort - Metz                              | 193,0 km      | Christian Seznec          | Joop Zoetemelk       |               |               |
| 13 | 10 lipca   | Metz - Ballon d’Alsace                        | 202,0 km      | Pierre-Raymond Villemiane | Joop Zoetemelk       |               |               |
| 14 | 11 lipca   | Belfort - Évian                               | 248,2 km      | Marc Demeyer              | Joop Zoetemelk       |               |               |
| 15 | 12 lipca   | Évian - Morzine                               | ITT 54,2 km   | Bernard Hinault           | Bernard Hinault      |               |               |
| 16 | 13 lipca   | Morzine - Les Menuires                        | 201,3 km      | Lucien Van Impe           | Bernard Hinault      |               |               |
|    | 14 lipca   | Dzień przerwy                                 | Dzień przerwy | Dzień przerwy             | Dzień przerwy        | Dzień przerwy | Dzień przerwy |
| 17 | 15 lipca   | Les Menuires - L’Alpe d’Huez                  | 166,5 km      | Joaquim Agostinho         | Bernard Hinault      |               |               |
| 18 | 16 lipca   | L’Alpe d’Huez                                 | 118,5 km      | Joop Zoetemelk            | Bernard Hinault      |               |               |
| 19 | 17 lipca   | L’Alpe d’Huez - Saint-Priest                  | 162,0 km      | Dietrich Thurau           | Bernard Hinault      |               |               |
| 20 | 18 lipca   | Saint-Priest – Dijon                          | 236,9 km      | Serge Parsani             | Bernard Hinault      |               |               |
| 21 | 19 lipca   | Dijon                                         | ITT 48,8 km   | Bernard Hinault           | Bernard Hinault      |               |               |
| 22 | 20 lipca   | Dijon - Auxerre (Champs-Élysées)              | 189,0 km      | Gerrie Knetemann          | Bernard Hinault      |               |               |
| 23 | 21 lipca   | Auxerre - Nogent-sur-Marne                    | 205,0 km      | Bernard Hinault           | Bernard Hinault      |               |               |
| 24 | 22 lipca   | Le Perreux-sur-Marne - Paryż (Champs-Élysées) | 180,3 km      | Bernard Hinault           | Bernard Hinault      |               |               |

## Klasyfikacje końcowe

### Klasyfikacja generalna
| Pozycja | Zawodnik             | Drużyna      | Czas          |
| ------- | -------------------- | ------------ | ------------- |
| 1.      | Bernard Hinault      | Renault      | 103 h 06' 50" |
| 2.      | Joop Zoetemelk       | Miko-Mercier | +13' 07"      |
| 3.      | Joaquim Agostinho    | Flandria     | +26' 53"      |
| 4.      | Hennie Kuiper        | Peugeot      | +28' 02"      |
| 5.      | Jean-René Bernaudeau | Renault      | +32' 43"      |
| 6.      | Giovanni Battaglin   | Inoxpran     | +38' 12"      |
| 7.      | Jo Maas              | DAF          | +38' 38"      |
| 8.      | Paul Wellens         | Raleigh      | +39' 06"      |
| 9.      | Claude Criquielion   | KAS          | +40' 38"      |
| 10.     | Dietrich Thurau      | IJsboerke    | +44' 35"      |

### Klasyfikacja punktowa
| Pozycja | Zawodnik        | Drużyna      | Punkty |
| ------- | --------------- | ------------ | ------ |
| 1.      | Bernard Hinault | Renault      | 253    |
| 2.      | Dietrich Thurau | IJsboerke    | 157    |
| 3.      | Joop Zoetemelk  | Miko-Mercier | 109    |
| 4.      | Marc Demeyer    | Flandria     | 104    |
| 5.      | Hennie Kuiper   | Peugeot      | 79     |

### Klasyfikacja górska
| Pozycja | Zawodnik           | Drużyna      | Punkty |
| ------- | ------------------ | ------------ | ------ |
| 1.      | Giovanni Battaglin | Inoxpran     | 239    |
| 2.      | Bernard Hinault    | Renault      | 196    |
| 3.      | Mariano Martínez   | La Redoute   | 158    |
| 4.      | Joop Zoetemelk     | Miko-Mercier | 141    |
| 5.      | Lucien Van Impe    | KAS          | 118    |

### Klasyfikacja młodzieżowa
| Pozycja | Zawodnik             | Drużyna | Czas          |
| ------- | -------------------- | ------- | ------------- |
| 1.      | Jean-René Bernaudeau | Renault | 103 h 39' 33" |
| 2.      | Claude Criquielion   | KAS     | +7' 55"       |
| 3.      | Johan van der Velde  | Raleigh | +26' 30"      |
| 4.      | Eddy Schepers        | DAF     | +59' 08"      |

### Klasyfikacja sprinterska
| Pozycja | Zawodnik                  | Drużyna   | Punkty |
| ------- | ------------------------- | --------- | ------ |
| 1.      | Willy Teirlinck           | KAS       | 93     |
| 2.      | Pierre-Raymond Villemiane | Renault   | 82     |
| 3.      | Bernard Hinault           | Renault   | 53     |
| 4.      | Dietrich Thurau           | IJsboerke | 31     |
| 5.      | Hennie Kuiper             | Peugeot   | 30     |

### Klasyfikacja drużynowa punktowa
| Pozycja | Drużyna      | Punkty |
| ------- | ------------ | ------ |
| 1.      | Peugeot      | 1008   |
| 2.      | Ijsboerke    | 1057   |
| 3.      | Raleigh      | 1165   |
| 4.      | Miko-Mercier | 1353   |
| 5.      | Flandria     | 1407   |

### Klasyfikacja drużynowa
| Pozycja | Drużyna      | Czas          |
| ------- | ------------ | ------------- |
| 1.      | Renault      | 414 h 45' 46" |
| 2.      | Flandria     | +10' 29"      |
| 3.      | Raleigh      | +15' 22"      |
| 4.      | Miko-Mercier | +23' 12"      |
| 5.      | Ijsboerke    | +40' 50"      |